# Azteca coussapoae
Azteca coussapoae este o specie de furnică din genul  Azteca. Descrisă de Forel în 1905, specia este endemică pentru Brazilia.